# Cheetah (Marvel Comics)
Ne doit pas être confondu avec Cheetah (DC Comics).
Le Guépard (Cheetah en vo) est un super-vilain créé par Marvel Comics. Il est apparu pour la première fois dans Captain Marvel #48, en 1977.

## Biographie du personnage
Provoquant des ravages au Mexique, la Sentry 459 irradia un jeune voyou, Esteban Carracus. Ce dernier muta en hybride animal. Sous le nom du Guépard (ou de El Gato), il décida d'attaquer les États-Unis qui, selon lui, opprimaient le Mexique de leur capitalisme.
Avec la Sentry, il attaqua Mexico puis plusieurs usines le long de la frontière du Texas, mais fut battu par Captain Mar-Vell. La destruction de la Sentry lui fit perdre ses pouvoirs pendant un temps, mais il les retrouva rapidement et partit vivre aux États-Unis.
Plus tard, on revit le clandestin au Bar Sans nom, dans l'Ohio, la nuit où Scourge était déguisé en barman. Il fut tué, avec une dizaine d'autres super-criminels.
Arnim Zola fabriqua un clone du Guépard, mais il fut tué par Deadpool.

### Dark Reign
Lors du crossover de 2009, Carracus fit partie des victimes de Scourge ressuscitées par The Hood pour éliminer le Punisher.

## Pouvoirs et capacités
- Muté par une arme Kree, le Guépard possédait une force surhumaine lui permettant de soulever près de 8 tonnes.
- Ses ongles avaient évolué en griffes très tranchantes.
- Son principal atout était sa vitesse fulgurante : il pouvait atteindre 121 km/h et se déplaçait avec une agilité féline.